# Racemobambos hirta
Racemobambos hirta är en gräsart som beskrevs av Richard Eric Holttum. Racemobambos hirta ingår i släktet Racemobambos och familjen gräs. Inga underarter finns listade i Catalogue of Life.